# 나누크사우루스
나누크사우루스(Nanuqsaurus)는 티라노사우루스과의 육식공룡으로 북극의 도마뱀이란 학명을 가지고 있는 수각류이다. 2014년에 발굴되었다.

## 나누크사우루스의 특징
나누크사우루스는 북극에서 살았던 육식공룡으로 아시아의 타르보사우루스와 닮은점이 많다. 이 공룡은 당시대 북극의 최상위 포식자로 군림했다. 당시 북극은 현시대보다는 기후가 온난했던 것으로 추정되고 같은 지역에서 서식했던 각룡류, 가끔식 죽은 용각류 등의 공룡을 먹어치우며 살았을것이다. 또한 몸의 길이는 7~9m이며 몸무게는 1t 부근이다.

## 나누크사우루스의 발견에 관한 의의
나누크사우루스의 발견으로서 북극에서 서식했던 최상위 포식자 공룡을 알게된것이 의의가 있으며 이는 당시 중생대의 북극의 생태계를 알 수 있는 귀중한 자료가 된다. 또한 티라노사우루스의 먼 친척을 발굴함에 따라 티라노사우루스과의 공룡들에 대한 지식도 더욱 풍부해진 상황이라 얘기할 수 있겠다.